# Temporada 1967-1968 del Liceu
| Temporada 1967-1968 del Liceu |                        |                     |                   | |           |                        |
| Òpera                         | Compositor             | Director musical    | Director d'escena | Papers principals | Producció | Dates                  |
| La traviata                   | Giuseppe Verdi         | Fuivio Vernizzi     | Augusto Colombara | Jaume Aragall/Franco Bonisolli, Rukmini Sukmawati, Manuel Ausensi |           |                        |
| La bohème                     | Giacomo Puccini        | Bruno Rigacci       |                   | Virginia Zeani, Jaume Aragall, Rukmini Sukmawati, Walter Alberti, Ernesto Vezzosi, Plinio Clabassi |           | 15 de novembre         |
| Werther                       | Jules Massenet         | António de Almeida  | Frans Boerlage    | Juan Cuneo, Pierre Le Hemonet, Enrico Fissore, Enzo La Selva, Claude Dubreuil, Ana Raquel Satre, Armelle Rioual |           | 2, 5 i 10 desembre     |
| Tosca                         | Giacomo Puccini        | Michelangelo Veltri |                   | Bernabé Martí, Montserrat Caballé, Cesare Bardelli |           | desembre               |
| Andrea Chénier                | Umberto Giordano       | László Halász       | Dario Dalla Corte | Richard Tucker, Manuel Ausensi, Carme Lluch, Isabel Rivas, Maria Teresa Batlle, Montserrat Aparici, Enrico Fissore, Joan Rico, Eduard Soto, Ernesto Vezzosi, Gabriele De Julis, Dídac Monjo, Rafael Campos, Enric Serra |           | 9, 12 i 14 de desembre |
| La dama de piques             | Piotr Ilitx Txaikovski | Oskar Danon         | Mladen Sablić     | Radmila Bakočević, Liubomir Bodúrov, Jovan Gligorijević, Nicola Mitić i altres. |           | 20 de desembre         |
| Lucia di Lammermoor           | Gaetano Donizetti      | Nino Verchi         |                   | Vicenç Sardinero, Margherita Rinaldi, Ruggero Bondino, Plinio Clabassi |           |                        |
| Aida                          | Giuseppe Verdi         |                     | Versió de concert | Pedro Lavirgen |           |                        |
| Marina                        | Emilio Arrieta         |                     |                   | Pedro Lavirgen |           |                        |
| El barber de Sevilla          | Gioachino Rossini      | Nino Verchi         | Miguel Narros     | Franco Bonisolli, Enrico Fissore, Margherita Rinaldi, Richard Torigi, Arnold Voketaitis, Ernesto Vezzosi, Isabel Rivas, Gabriele De Julis                                                                               |           |                        |
| Tristany i Isolda             | Richard Wagner         | Oskar Danon         | Wolfram Dehmel    | Gerald McKee, Peter Lagger, Naděžda Kniplová, Antonín Švorc, Joan Rico, Anneliese Fackler/Erika Wien, Bartomeu Bardagí, Miquel Aguerri                                                                                  |           |                        |